# Liste der australischen Botschafter beim Heiligen Stuhl
Die Liste der australischen Botschafter beim Heiligen Stuhl bietet einen Überblick über die Leiter der australischen diplomatischen Vertretung beim Heiligen Stuhl seit der Aufnahme diplomatischer Beziehungen im Jahr 1973. Seit 2009 residiert der australische Botschafter in Rom.
| Amtszeit  | Name                         | Anmerkung         |
| --------- | ---------------------------- | ----------------- |
| 1973–1974 | Lloyd Thomson                | Botschafter       |
| 1974–1978 | John Mill McMillan           | Botschafter       |
| 1978–1979 | John Mitchell Kirtley        | Geschäftsträger   |
| 1979–1980 | Brian Clarence Hill          | Botschafter       |
| 1980–1983 | Lloyd Thomson                | Botschafter       |
| 1983–1986 | Sir Peter Lawler             | Botschafter       |
| 1986–1987 | Christopher Stephen Knott    | Geschäftsträger   |
| 1987–1988 | Francis W. S. Milne          | Botschafter       |
| 1988–1991 | Brian Thomas Burke           | Botschafter       |
| 1991–1994 | Terence Barry McCarthy       | Botschafter       |
| 1994–1997 | Michael C. Tate              | Botschafter       |
| 1997–1997 | Edward John Stevens          | Botschafter       |
| 1998–1999 | Michael Sullivan             | Geschäftsträger   |
| 1999–2002 | Robert George Halverson      | Botschafter       |
| 2002–2003 | Dianne King                  | Geschäftsträgerin |
| 2003–2006 | John Joseph Herron           | Botschafter       |
| 2006–2006 | Theodore Duerrigl-Knez       | Geschäftsträger   |
| 2006–2008 | Anne Marre Plunkett          | Botschafterin     |
| 2008–2009 | Anne Therese Giles           | Geschäftsträgerin |
| 2009–2011 | Timothy Andrew Fischer       | Botschafter       |
| 2011–2012 | Michael Sullivan             | Geschäftsträger   |
| 2012–2016 | John Anthony Gerard McCarthy | Botschafter       |
| 2016–2020 | Melissa Hitchman             | Botschafterin     |
| 2020–2025 | Chiara Porro                 | Botschafterin     |
| 2025–     | Keith John Pitt              | Botschafter       |